# 若犬養氏
若犬養氏あるいは稚犬養氏あるいは若犬甘氏（わかいぬかいうじ）は、「若（稚）犬養」を氏の名とする氏族。
犬養部は犬を用いて宮門、大和朝廷の直轄領である屯倉などの守衛に当たる品部であり、若犬養は、県犬養、海犬養、阿曇犬養、辛犬養連、阿多御手犬養とともにこれを統率した伴造6氏族の一つである。

## 概要
『新撰姓氏録』右京神別によると尾張宿禰氏・伊福部宿禰氏・坂合部宿禰氏・丹比連同様、火明命の子孫と言われ、河内国神別では「同神十六世孫尻綱根命之後也」とあり、和泉国神別では、「火明命十五世孫古利命之後也」とある。また『先代旧事本紀』「天孫本紀」では建多乎利命が若犬甘連の祖とある。和泉国神別に同祖の椋連（くらのむらじ）氏があることから、内蔵の守衛を担当したことが分かる。
姓は連であったが、645年（皇極天皇4年）の乙巳の変で、 葛城稚犬養網田が 佐伯子麻呂とともに 蘇我入鹿暗殺を実行したため、684年（天武天皇13年）「八色の姓」の制定にともない、685年に宿禰姓を与えられた。
若犬養宿禰の同族としては、704年（大宝4年正月）に従六位下の若犬養檳榔（わかいぬかい の あじまさ）が正六位上の佐伯宿禰乗麻呂らとともに従五位下に昇叙されている。また744年（天平15年5月）には、正六位上の若犬養東人（わかいぬかい の あずまひと）に外従五位外が授けられている。
宮城十二門には、 皇嘉門（こうかもん）にその名を残している。『拾芥抄』の記述によると、最初に造営した氏族の名を顕彰したものと言われているが、 井上薫はこれに異説を唱え、 藻壁門（佐伯門）・ 安嘉門（海犬養門）のような例から分かることとして、 飛鳥板蓋宮で十二門を守り、入鹿誅伐に参加した氏族の名前を門号に残したのではないかと主張している。 佐伯有清によると、十二氏族が各々の名前に由来する門を警護したのは、軍事的・膳部的職掌にもとづく伝統で、天皇に古い時代から近侍したことを表しているのではないか、という。